# 대한민국의 대학 야구
대한민국의 대학 야구는 대한민국의 대학의 학생들간 야구 경기를 말한다. 한국대학야구연맹(Korea University Baseball Federation, KUBF)에서 주관한다.
학생야구의 최상위에 위치하고 있으며 고등학교 시절 프로구단에 지명받지 못했거나 지명을 받았어도 입단을 미루고 진학한 선수들로 구성되어 있다. 고등학교를 졸업하고 프로구단에 지명받았던 선수는 대학에 진학한 뒤 졸업했을 때 다시 드래프트 참가가 가능하나, 고교시절 지명한 구단이 지명을 포기했어야 한다.

## 역사
1946년 국학대학과 동국대학교, 서울대학교 상과대·약학대, 성균관대학교, 한양대학교 등이 조선대학야구연맹을 결성했고, 그 해에 제1회 전국대학야구선수권대회가 열렸다. 그 뒤 한국 전쟁이 일어나 중단됐다가 1955년 조선대학야구연맹이 대한학생야구연맹으로 이름을 바꾸었고 고교 야구와 대학 야구를 함께 주최했다. 1979년 1월 각급 연맹이 해체되면서 대한야구협회에 통합됐다. 2012년 1월 한국대학야구연맹이 대한야구협회에서 분리돼 세워졌다.
2013년 11월 12일에 인천재능대학교가 야구부를 창단했고, 2018년 3월 6일에는 2003년부터 2013년까지 야구부를 운영했던 한일장신대학교가 폐교된 서남대학교의 야구부를 인수해 재창단했다.
2014년 1월 9일에는 세종대학교 평생교육원이 야구부를 창단했는데, 기존의 한국대학야구연맹 팀들이 평생교육원 야구부를 인정하지 않아 한국대학야구연맹에서 여는 대회에 참여할 수 없었다. 2017년 대학 야구 독립리그 개최 움직임이 일었고, 대한야구소프트볼협회는 엘리트스포츠와 생활체육을 통합시키고자 평생교육원 야구부를 클럽으로 등록시켰고, 한국대학야구연맹의 팀들과 경기를 가질 수 없었던 평생교육원 야구부들은 독립 단체인 한국대학야구협회(Korea University Baseball Association, KUBA)를 만들었다. 대학야구협회는 2018년부터 독자적인 리그를 운영하기로 했다.

## 운영
대학야구 U-리그는 주말리그 형태로 3월부터 5월까지 전반기, 5월부터 6월까지 후반기로 나누어져 펼쳐진다. 2017년부터 열렸으며 권역별로 4개 조로 나뉜다. 대학야구 U-리그 전반기와 후반기에서 우수한 성적을 낸 전국 16개 팀은 대학야구 리그 페넌트레이스를 펼쳐 최강자를 가린다.
전국대학야구선수권대회와 대통령기 전국대학야구대회는 단판 토너먼트 형식으로 열린다. 또한 전국체육대회 야구 일반부에 각 지역 대표로 대학 야구부가 나선다.

### 중지된 대회
KBA회장기 전국대학야구대회는 1961년부터 2017년까지 춘계리그와 하계리그로 나누어 진행됐다. 4년제 대학 위주로 이루어진 1부리그와 2년제 대학 위주로 이루어진 2부리그로 나눠져 있었으며, 4년제 대학으로 창단한 지 3년이 지나면 1부리그로 승격할 수 있는 자격이 주어졌었다. 2017년 주말리그인 대학야구 U-리그가 도입되며 열리지 않고 있다.
KBO 총재기 전국대학야구대회 또한 대학야구 U-리그의 도입에 따라 2017년부터 열리지 않고 있다.

## 역대 대학 야구 대회 우승 대학
| 연도 | 춘계리그 | 하계리그/추계리그 | KBO 총재기    | 대통령기 | 대학야구선수권 | 전국체전 | U-리그   |
| ---- | -------- | ----------------- | ------------- | -------- | -------------- | -------- | -------- |
| 1993 | 연세대   | 경희대            |               | 연세대   | 홍익대         |          |          |
| 1994 | 연세대   | 한양대            |               | 고려대   | 고려대         |          |          |
| 1995 | 연세대   | 경희대            |               | 고려대   |                |          |          |
| 1996 | 동국대   | 한양대            |               | 고려대   | 인하대         |          |          |
| 1997 | 경성대   | 인하대            |               | 한양대   | 고려대         |          |          |
| 1998 | 한양대   |                   |               |          | 경희대         |          |          |
| 1999 | 동국대   | 건국대            |               | 연세대   | 한양대         |          |          |
| 2000 | 연세대   | 한양대            |               | 단국대   | 홍익대         |          |          |
| 2001 | 성균관대 | 고려대            |               | 연세대   | 한양대         |          |          |
| 2002 | 동아대   | 연세대            |               | 성균관대 | 인하대         | 한양대   |          |
| 2003 | 경성대   | 건국대            |               | 영남대   | 원광대         | 원광대   |          |
| 2004 | 단국대   | 단국대            |               | 홍익대   | 중앙대         | 건국대   |          |
| 2005 | 경희대   | 경성대            |               | 원광대   | 경성대         | (상무)   |          |
| 2006 | 고려대   | 성균관대          |               | 연세대   | 동국대         | (상무)   |          |
| 2007 | 단국대   | 한양대            |               | 경성대   | 성균관대       | (상무)   |          |
| 2008 | 경희대   | 경성대            | 성균관대      | 동국대   | 중앙대         | 성균관대 |          |
| 2009 | 동의대   | 동의대            | 성균관대      | 고려대   | 건국대         | (상무)   |          |
| 2010 | 원광대   | 경희대            | 중앙대        | 경성대   | 경성대         | 성균관대 |          |
| 2011 | 동의대   | 고려대            | 동국대        | 성균관대 | 동아대         | 성균관대 |          |
| 2012 | 동의대   | 인하대            | 동국대        | 고려대   | 동의대         | 건국대   |          |
| 2013 | 동국대   | 원광대            | 인하대        | 건국대   | 동국대         | 동국대   |          |
| 2014 | 동국대   | 홍익대            | 동국대        | 한양대   | 동국대         | 동국대   |          |
| 2015 | 인하대   | 경성대            | 홍익대        | 성균관대 | 경성대         | 영남대   |          |
| 2016 | 경성대   | 홍익대            | 경성대,동아대 | 홍익대   | 동국대         | 경성대   |          |
| 2017 |          |                   |               | 원광대   | 홍익대         | 단국대   | 성균관대 |

## 참조
1. ↑  “SBS스포츠 - 아마추어야구”. 2018년 4월 29일에 원본 문서에서 보존된 문서. 2018년 4월 28일에 확인함.
2. 1 2  배아현 (2016년 10월 4일). “동아 전성기의 일등공신, 스포츠”. 동아대학교 다우미디어센터. 2018년 4월 28일에 확인함.
3. ↑  “대한야구소프트볼협회 - 연혁”. 2018년 4월 28일에 확인함.
4. ↑  손찬익 (2012년 1월 16일). “대학야구연맹, 서상기 의원 초대 회장으로 추대”. 조선일보. 2018년 4월 28일에 확인함.
5. ↑  백수현 (2013년 11월 11일). “인천재능대학,‘야구부’ 창단”. 한국대학신문. 2018년 4월 28일에 확인함.
6. ↑  임충식 (2018년 3월 6일). “한일장신대 야구부 재창단…‘폐교‘ 서남대 야구팀 인수”. 뉴스1. 2018년 4월 28일에 확인함.
7. ↑  유병민 (2014년 1월 7일). “‘대학야구의 고양원더스를 꿈꾼다’ 세종대, 야구부 창단”. 일간스포츠. 2018년 4월 28일에 확인함.
8. 1 2  한국스포츠통신 (2018년 1월 23일). “대학야구 평생교육원 야구리그 출범”. 일요시사. 2018년 4월 28일에 확인함.
9. ↑  유병민 (2017년 1월 9일). “대학야구 독립리그 꿈꾼다...3부 리그 개최 움직임”. 중앙일보. 2018년 4월 28일에 확인함.[깨진 링크(과거 내용 찾기)]
10. ↑  박대웅 (2017년 4월 7일). “김응용 회장, 대학야구 주말리그 도입에 유감 표명”. 스포츠한국. 2018년 4월 28일에 확인함.
11. ↑  이재현 (2016년 5월 10일). “[대학야구]‘동강대 발’ 2년제 대학 태풍, 2부 리그 반란 계속될까”. 스포츠한국. 2018년 4월 28일에 확인함.
12. ↑  대한야구협회장배로 개최됨.
13. ↑  전국대학야구 왕중왕전과 한국대학야구연맹회장기 대회로 분리개최. 경성대는 왕중왕전 우승,동아대는 연맹회장기 우승을 차지하였다.

## 참고
- 대한야구협회 공식 홈페이지
- 한국대학야구연맹 홈페이지